# Romanticisme alemany
El Romanticisme alemany és el grau més alt que va aconseguir el Romanticisme en qualsevol regió del món i alhora fou una manifestació espiritual (geist) del poble alemany i la regió pangermànica. En el Romanticisme alemany —com en el Romanticisme en general— preval el sentiment sobre la racionalitat i la tècnica. L'esperit i el sentit de la vida en llibertat van establir a finals del segle xviii les bases de l'art alemany.

## Primer Romanticisme (Frühromantik)

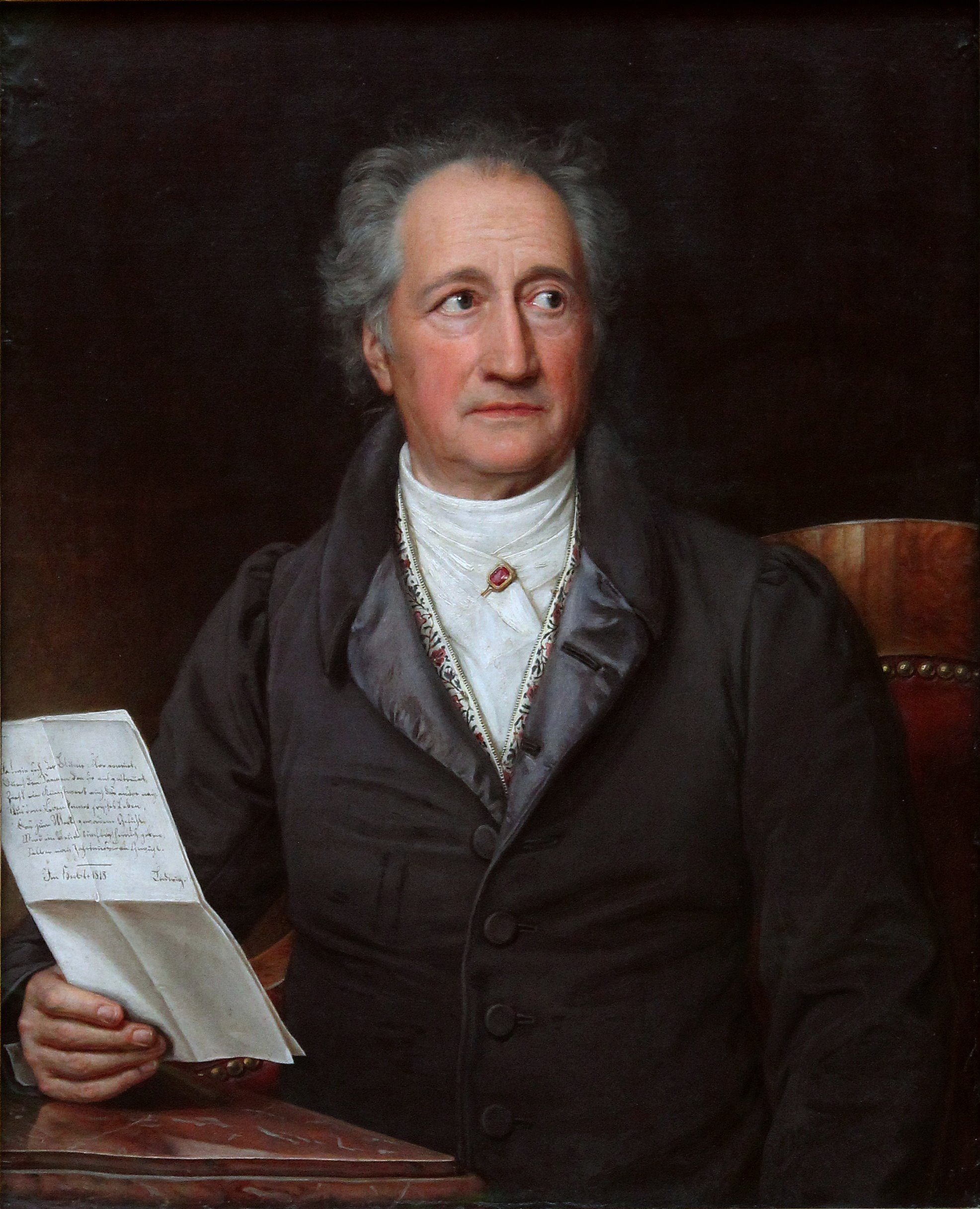
Johann Wolfgang von Goethe, pare del Romanticisme alemany

Goethe és la pedra fundacional del Romanticisme alemany. Les seves primeres obres estan vinculades al moviment Sturm und Drang. Després d'un viatge a Itàlia, no obstant això, va adoptar un estil més clàssic, sense renunciar als temes romàntics. Al costat de Friedrich Schiller i el grup anomenat "els romàntics alemanys" (Novalis, E. T. A. Hoffmann i Friedrich Hölderlin) van formar un corrent místic centrat en les bases històriques (Geschichte) del poble (volk) oposat a l'estratificat ideal francès. En destaquen tres punts fonamentals:
- Oposició al classicisme i a la racionalitat.
- Art basat en la llibertat, el sentiment i l'espontaneïtat.
- Recuperació de l'esperit originari del poble pangermànic.

Aquest no n'era, però, el seu contrapunt; més aviat era l'Aufklärung (racionalisme il·luminista) el que els romàntics alemanys sentien necessitat de superar. La gran obra d'aquest període és sens dubte Faust de Goethe, llarg i complex poema dramàtic de tema filosòfic, publicat en dues parts. S'hi reflexiona sobre el destí humana a través de la història del protagonista, que ven la seva ànima al diable a canvi de la saviesa i la joventut. Faust és, en la intenció del poeta, símbol de la humanitat, que erra quan actua, però que ha d'actuar per trobar la salvació. Faust és anomenat (amb certa anticipació contextual, gairebé com una profecia) la primera tragèdia universal de la modernitat.

## Segon Romanticisme (Jüngere Romantik)
En aquesta etapa del Romanticisme alemany es produeixen els majors clàssics universals, presents sobretot en contes infantils. Clau en això serien els germans Grimm, Wilhelm i E.T.A. Hoffmann, que produirien creacions tals com Trencanous, El llop i les set cabretes, Els músics de Bremen, Blancaneus i els set nans, i La Ventafocs, entre d'altres. En el camp de la poesia el Romanticisme tindrà un gran impuls, però serà sobretot el teatre qui prepararà les bases per a una revolució en aquest gènere artístic. Georg Büchner amb La mort de Dalton i Woyzeck influirà notablement en Bertolt Brecht per fusionar el Romanticisme i la utopia política en la tècnica teatral mitjançant el seu teatre dialèctic.
El Romanticisme crea no tan sols una manifestació cultural pròpiament pangermànica, sinó que, a finals del segle xix, posa les bases de l'estètica mateixa d'Occident, paràmetres que romanen fins avui dia en aspectes que van des de la publicitat fins a l'art i la vida quotidiana.

## Keine Farbe ist so romantisch als ein Ton: el Romanticisme en la música
La música romàntica alemanya va ser molt impulsiva. Franz Schubert, Robert Schumann, Franz Liszt i Johannes Brahms van inaugurar l'anomenada música romàntica alemanya que -malgrat el seu temperament- també tenia una sensibilitat especial (per exemple, les melodies de Lullaby de Brahms). La segona generació (posromanticisme alemany) va portar la música al grau més alt de la tradició romàntica, entre la tragèdia i l'èpica. Destaquen la sobrietat de Felix Mendelssohn, la magistral forma d'entendre el vals de Richard Strauss i sobretot la genialitat de Richard Wagner. Admirat per intel·lectuals i filòsofs de tots els corrents, la seva mescla entre filosofia, història i música forjà clàssics a l'altura de Der fliegende Holländer, Tristan und Isolde o Der Ring des Nibelungen. Posteriorment, es tanca aquest brillant capítol de la història universal al segle xx amb Arnold Schönberg i la seva experimentació amb sorolls i seqüències.